# Jadą goście jadą...
Jadą goście jadą... – polska komedia obyczajowa z 1962 składająca się z trzech nowel opowiadających o przygodach Polaków przybyłych ze Stanów Zjednoczonych do ojczyzny na pokładzie statku Batory.

## Nowela 1
Fabuła: Peter Nawrocki przybywa ze Stanów aby odwiedzić swego wujka, Konstantego, który mieszka z synem, synową i wnuczką w nowym mieszkaniu ufundowanym przez ojca Petera. Jednak tak naprawdę tuż po otrzymaniu mieszkania synowa umieściła dziadka w domu opieki. Gdy tylko dowiaduje się o wizycie kuzyna postanawia na czas jego pobytu sprowadzić Konstantego do domu.
Reżyseria: Gerard Zalewski
Obsada:
- Paul Glass – Peter Nawrocki, bratanek Konstantego
- Kazimierz Opaliński – Konstanty Nawrocki
- Zenon Burzyński – Stanisław Nawrocki, syn Konstantego
- Sylwia Zakrzewska – Helena Nawrocka, synowa Konstantego
- Maryla Batarowicz – Magda Nawrocka, wnuczka Konstantego
- Wanda Koczeska – dziewczyna poznana przez Petera na „Batorym” oprowadzająca go po Gdańsku
- Bronisław Darski – sąsiad Nawrockich
- Hanna Parysiewicz – jurorka konkursu rysunków dziecięcych
- Teresa Roszkowska – jurorka konkursu rysunków dziecięcych
- Witold Borkowski – organizator wystawy rysunków dziecięcych
- Krystyna Mikołajewska

## Nowela 2
Fabuła: Mike O'Raviec; bogaty właściciel zakładu pogrzebowego w Stanach Zjednoczonych przybywa do góralskiej wioski o nazwie Orawka, z której pochodził jego ojciec. Jednak głównym celem jego wizyty jest znalezienie sobie w Polsce żony. Wiadomość ta elektryzuje wszystkich mieszkańców Orawki.
Reżyseria: Jan Rutkiewicz
Obsada:
- Mitchell Kowal – Mike O'Raviec
- Władysław Hańcza – proboszcz
- Zofia Merle – Maryna
- Marian Jastrzębski – Białas, mieszkaniec Orawki
- Roman Stankiewicz – sołtys Orawki
- Ewa Wawrzoń – Rózia
- Maria Kierzkowa – matka Rózi
- J. Trzebunia – ojciec Rózi
- Antoni Jahołkowski – Staszek, mieszkaniec Orawki podkładający bombę pod samochód O'Ravca
- Kazimierz Borowiec – mieszkaniec Orawki podkładający bombę pod samochód O'Ravca
- Józef Morgała – mieszkaniec Orawki podkładający bombę pod samochód O'Ravca
- Krystyna Krasicka – gospodyni proboszcza
- Elżbieta Gorzycka – urzędniczka na poczcie
- Eugeniusz Bożyk – urzędnik na poczcie

## Nowela 3
Fabuła: Harry Kwasnick przybywa do Polski w celu zbierania ziemi z miejsc w których rozegrały się najsłynniejsze bitwy w historii. Chce ją potem sprzedawać z dużym zyskiem rodakom za oceanem. W przedsięwzięciu tym pomaga mu przypadkowo poznany kierowca Józek.
Reżyseria: Romuald Drobaczyński
Obsada:
- Zygmunt Zintel – Harry Kwasnick
- Ryszard Pietruski – Józek, kierowca i współpracownik Kwasnicka
- Zbigniew Koczanowicz – nauczyciel Wołczek
- Aleksander Fogiel – Alojzy Buda, mechanik
- Stanisław Marian Kamiński – urzędnik z Grunwaldu
- Zbigniew Jabłoński – urzędnik z Grunwaldu
- Adam Perzyk – mężczyzna podwożony przez Kwasnicka
- Barbara Rachwalska – Anielcia, żona Józka
- Jan Kobuszewski – Firydus, celnik kontrolujący bagaż Kwasnicka
- Józef Zbiróg – Malinowski, celnik kontrolujący bagaż Kwasnicka
- Janusz Kłosiński – szef celników kontrolujących bagaż Kwasnicka
- Dobrosław Mater – dziennikarz na planie realizowanego remake’u „Krzyżaków”
- Stefan Szlachtycz – Stefan, II reżyser nowej wersji „Krzyżaków”
- Stanisław Kokesz – reżyser nowej wersji „Krzyżaków”
- Józef Pilarski – chłop pokazujący drogę na pola grunwaldzkie